# 明日のために (松山千春のアルバム)
『明日のために』（あしたのために）は、1985年7月10日にリリースされた松山千春の12枚目のオリジナル・アルバムである。

## 解説
- NEWSレコードからALFAレコードへの移籍後初のアルバム。松山のオリジナル・アルバムとしては初めて、CDも同時にリリースされた。
- 1993年には日本コロムビアより松山千春オリジナル・アルバム・コレクションVol.08として再リリースされた。

## 収録曲
| 全作詞・作曲: 松山千春。 |                      |           |            |          |      |
| #                        | タイトル             | 作詞      | 作曲・編曲 | 編曲     | 時間 |
| 1.                       | 「クレイジー・ラブ」 | 松山千春  | 松山千春   | 瀬尾一三 | 5:36 |
| 2.                       | 「いけない」         | 松山千春  | 松山千春   | 飛澤宏元 | 3:38 |
| 3.                       | 「愛を奏で」         | 松山千春  | 松山千春   | 有坂秀一 | 5:47 |
| 4.                       | 「道標」             | 松山千春  | 松山千春   | 瀬尾一三 | 2:59 |
| 5.                       | 「街角」             | 松山千春  | 松山千春   | 戸塚修   | 3:24 |
| 合計時間:                | 合計時間:            | 合計時間: | 21:24      |          |      |

| 全作詞・作曲: 松山千春。 |                  |           |            |          |      |
| #                        | タイトル         | 作詞      | 作曲・編曲 | 編曲     | 時間 |
| 1.                       | 「いつの日か」   | 松山千春  | 松山千春   | 瀬尾一三 | 3:55 |
| 2.                       | 「ひとりぼっち」 | 松山千春  | 松山千春   | 林政宏   | 4:38 |
| 3.                       | 「君の友達」     | 松山千春  | 松山千春   | 戸塚修   | 4:58 |
| 4.                       | 「虹のかなた」   | 松山千春  | 松山千春   | 瀬尾一三 | 4:30 |
| 5.                       | 「明日のために」 | 松山千春  | 松山千春   | 飛澤宏元 | 5:45 |
| 合計時間:                | 合計時間:        | 合計時間: | 23:46      |          |      |

## 参加ミュージシャン
- E.Guitar：松原正樹・角田順
- A.Guitar：笛吹利明・丸山政幸
- Bass：長岡道夫・渡辺茂
- Drums：見砂和照
- Percussions：浜口茂外也
- Keyboards：中西康晴・国吉良一・渋井博・戸塚修・林政宏・有坂秀一
- Strings：KATOH JOE GROUP
- Chorus：EVE・比山清・木戸恭弘・瀬尾一三